# ГЕС Праделла
ГЕС Праделла — гідроелектростанція на сході Швейцарії. Становить другий ступінь у гідровузлі, створеному в верхів'ях річки Інн (права притока Дунаю), знаходячись між ГЕС Ова-Спін та ГЕС Мартіна.
Ресурс для роботи станції надходить із водосховища Ова-Спін, яке виконує роль нижнього резервуара однойменної станції. Його спорудили на річці Спол (права притока Інна, що дренує північну частину гірського хребта Livigno Alps) за допомогою аркової греблі висотою 73 та довжиною 130 м, яка потребувала 27 тис. м3 матеріалу. До утвореного сховища з об'ємом 7,4 млн м3 надходить як вода з верхньої течії Сполу, так і ресурс із розташованої далі на захід долини Інну, яка відділяє Альпы Ливиньо від хребта Альбула-Альпы. Деривація здійснюється за допомогою тунелю довжиною 15 км, котрий постачає воду із річок Vallemberg, Ova d'Es-cha (ліві притоки Інну, що дренують східний схил Albula Alps), Ova da Tantermozza та Ova da Varusch (праві притоки Інну, які дренують західний схил Livigno Alps).
Від сховища Ова-Спін до машинного залу, розташованого нижче по долині Інну, веде головний дериваційний тунель довжиною 20 км, який забезпечує напір у 484 м. На своєму шляху він також приймає ресурс із чергових правих приток Інна Aval Sampuoir та Clemgia. Машинний зал станції обладнано чотирма турбінами типу Френсіс загальною потужністю 288 МВт, які забезпечують виробництво близько 1 млрд кВт·год на рік.